# All the Lost Souls
Albums de James Blunt
Chasing Time: The Bedlam Sessions
(2006) Les Sessions Lost Souls
(2008)
Singles
1. 1973
Sortie : 23 juillet 2007
2. Same Mistake
Sortie : 3 décembre 2007
3. Je réalise
Sortie : 28 février 2008
4. Carry You Home
Sortie : 17 mars 2008
5. I Really Want You
Sortie : 29 mars 2008
6. Love, Love, Love
Sortie : 17 novembre 2008
7. It Is My Song
Sortie : 2 janvier 2009

All the Lost Souls est le deuxième album studio de James Blunt. Il contient le single 1973.
Cet album est disponible en France depuis le 17 septembre 2007 sur Atlantic Records (Warner) et Custard Records.
Le producteur était, comme pour Back to Bedlam, Tom Rothrock.

## Liste des titres
| No  | Titre                      | Auteur                   | Durée |
| --- | -------------------------- | ------------------------ | ----- |
| 1.  | 1973                       | James Blunt, Mark Batson | 4:40  |
| 2.  | One of the Brightest Stars | Blunt, James McEwan      | 3:11  |
| 3.  | I'll Take Everything       | Blunt, Eg White          | 3:05  |
| 4.  | Same Mistake               | Blunt                    | 4:58  |
| 5.  | Carry You Home             | Blunt, Max Martin        | 3:56  |
| 6.  | Give Me Some Love          | Blunt                    | 3:36  |
| 7.  | I Really Want You          | Blunt                    | 3:30  |
| 8.  | Shine On                   | Blunt                    | 4:26  |
| 9.  | Annie                      | Blunt, Jimmy Hogarth     | 3:25  |
| 10. | I Can't Hear the Music     | Blunt                    | 3:45  |

| 11. | I Really Want You | (acoustique)      | 3:28 |
| 12. | 1973              | (acoustique)      | 4:42 |
| 13. | Annie             | (live from Ibiza) | 3:41 |
| 14. | Dear Katie        |                   | 2:20 |
| 15. | So Happy          |                   | 3:36 |

| 11. | Love, Love, Love     | Blunt  | 3:58 |
| 12. | Cuz I Love You       | (live) | 3:25 |
| 13. | Young Folks          | (live) | 2:58 |
| 14. | Breakfast in Amerika | (live) | 4:03 |

| 15. | It Is My Song | duo avec Laura Pausini | 3:28 |
| 16. | Je réalise    | duo avec Sinik         | 3:28 |